# Alejandro Zamora Barbero
Alejandro Zamora Barbero (Madrid, 22 d'abril de 1984) és un futbolista professional madrileny, que ocupa la posició de defensa.
Comença en els filials del Reial Madrid, sent cedit al Reial Oviedo. Fitxat pel Reial Betis, passa al seu equip B, tot i que arriba a debutar a la màxima categoria amb els sevillans. El 2009 fitxa per la UD Salamanca.